# Kevin Garnett
Kevin Maurice Garnett (Greenville, 19 de maio de 1976) é um ex-jogador norte-americano de basquete profissional, que jogava de segundo ala ou pivô na National Basketball Association (NBA). Estudou na escola de Farragut Academy, sendo eleito na época o melhor jogador jovem do país. Decidiu não frequentar universidade, entrando diretamente para o Draft da NBA de 1995. Foi a quinta escolha da primeira rodada, draftado pelo Minnesota Timberwolves, franquia ao qual defendeu durante 12 anos.
Com o Timberwolves, Garnett os levou a oito participações nos playoffs. A temporada 2003-04 é considerada a melhor da história do jogador na liga, foi eleito o MVP (Melhor Jogador da Temporada) e ainda levou sua equipe as finais de conferência. Nas Olimpíadas de Sydney, realizadas em 2000, foi medalha de ouro defendendo a seleção dos Estados Unidos. Desde a sua segunda temporada na NBA até a temporada 2012-13, Garnett foi selecionado 15 vezes para o NBA All-Star Game (com exceções em 1999 e 2012), vencendo o prêmio de melhor jogador da partida no ano de 2003. Na temporada 2007-08, foi eleito o Jogador Defensivo do Ano da NBA, além de ser incluído 12 vezes entre os melhores jogadores defensivos da liga. Garnett é também o dono de todos os recordes do Minnesota Timberwolves em jogos, pontos, rebotes, assistências, roubos de bola e bloqueios.
Em julho de 2007, após 12 longos anos jogando pelo Timberwolves e sem nenhum título pela equipe, Kevin Garnett foi trocado por Al Jefferson, Theo Ratliff, Ryan Gomes, Sebastian Telfair e Gerald Green; indo jogar no Boston Celtics para se juntar a Ray Allen e Paul Pierce. Na temporada seguinte, foi campeão da NBA pela primeira vez em sua carreira e socorrendo sua equipe que não ganhava um anel há exatos 22 anos (Desde 1986). Entre 2013-15, jogou pelo Brooklyn Nets, uma passagem com pouco brilho devido a idade avançada. Em 2015, anunciou seu retorno ao Minnesota Timberwolves, onde se aposentou no ano seguinte. Possui em média na carreira, 17,8 pontos, 10,0 rebotes e 3,7 assistências por jogo, em 1.462 partidas disputadas.

## Infância
Kevin Garnett nasceu em Greenville, na Carolina do Sul em 1976. É filho de Shirley Garnett e O'Lewis McCullough, e tem dois irmãos. Após o divórcio de seus pais, Kevin Garnett que tinha apenas 12 anos de idade, se mudou para Mauldin. Desde pequeno, Garnett era um fã declarado do basquetebol, jogando em na escola de Mauldin nos seus três primeiros anos que passou. Em seu ultimo no colégio, já era considerado uma joia e grande promessa do esporte, sendo comparado com Karl Malone, grande pivô do Utah Jazz nos anos 80 e 90. Um tempo depois, se mudou para Farragut Academy, uma escola localizada em Illinois, Chicago. Por lá, seu destaque aumentou, alcançou o feito inédito de 28 vitórias e apenas duas derrotas, e foi nomeado pela USA Today, como a melhor jogador júnior dos Estados Unidos. Ganhou também, o prêmio Sr Basketball de melhor esportista da cidade de Illinois, suas médias eram de arrasar, cerca de 25.2 pontos, 17.9 rebotes, 6.7 assistências e 6.5 bloqueios por jogo, além de um total de 66,8% dos arremessos em quadra. No total, foram 2553 pontos, 1809 rebotes e 737 bloqueios. No McDonald's All-American Game, foi o melhor jogador da partida após anotar um double double de 18 pontos, 11 rebotes, 4 assistências e 3 bloqueios. Depois disso, anunciou oficialmente que se inscreveria para a NBA Draft de 1995 e já era listado entre os favoritos ao primeiro pick, mas acabou perdendo para Joe Smith, escolhido pelo Golden State Warriors. Kevin Garnett foi a quinta escolha, draftado pelo Minnesota Timberwolves.

### Minnesota Timberwolves

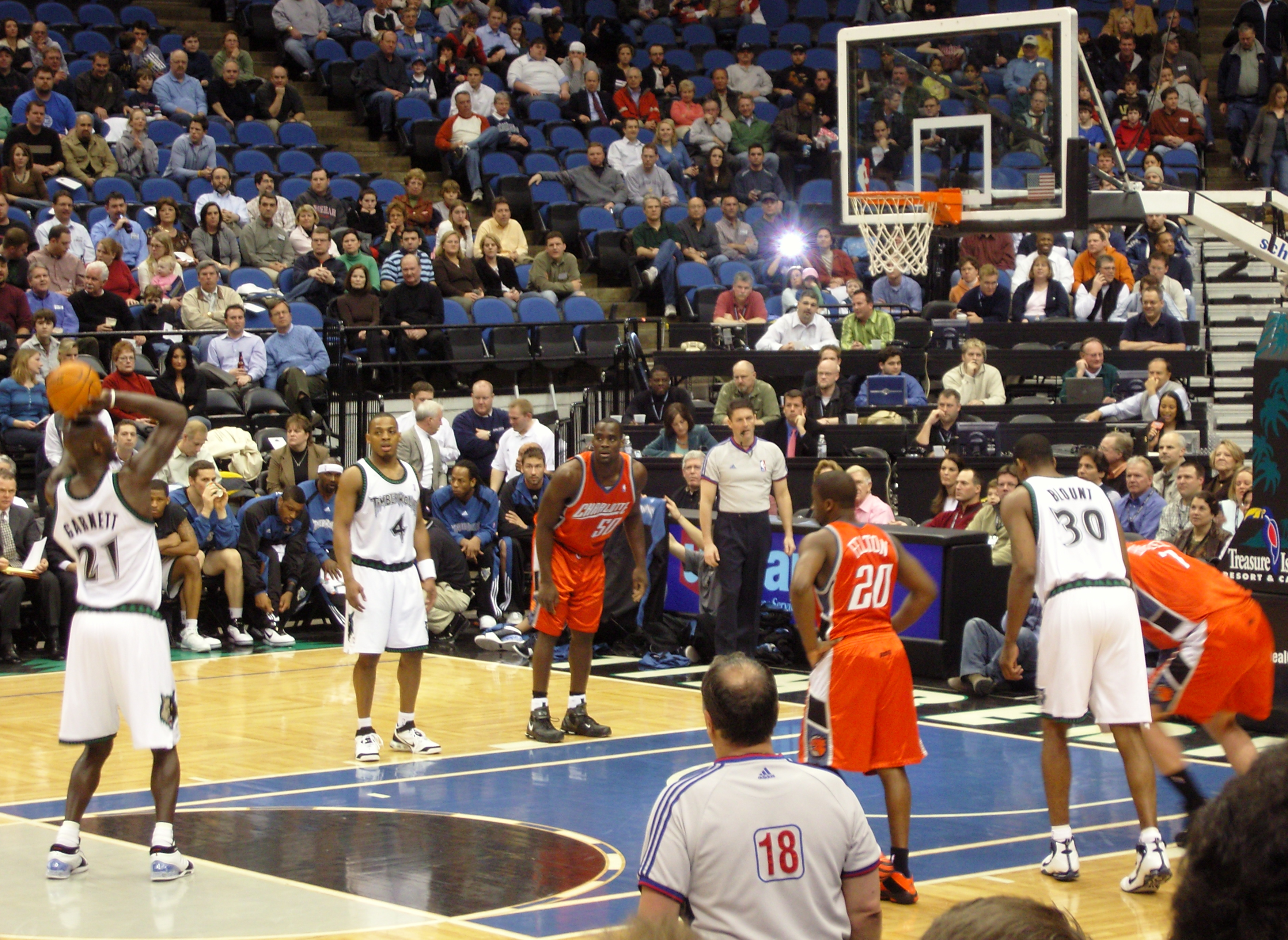
Garnett convertendo um lance livre.

Aos 19 anos, após assinar oficialmente com o Minnesota Timberwolves, Kevin Garnett se tornou o primeiro jogador a sair direto do High School (Não passando pela NCAA) para a liga americana depois de 21 anos. Em sua temporada de calouro na NBA, Garnett trabalhou com o treinador Flip Saunders, ganhando chances e disputando lugar no time titular com Tom Gugliotta, considerado um dos titulares absolutos da equipe. Diferentemente de LeBron James e Amare Stoudemire, jogadores de High School e calouros do ano, Garnett não conseguiu fazer a proeza, perdendo para Damon Studamire. Suas médias em sua primeira temporada foram de 10.4 pontos, 6.7 rebotes e 1.8 assistências, sendo eleito para o segundo melhor time calouro do ano. Em 1996, querendo renovar ainda mais a equipe, o Timberwolves draftou Stephon Marbury, armador da Universidade de Georgia Tech. Durante a temporada, Kevin Garnett evoluiu muito, apresentando médias de 17.0 pontos, 8.0 rebotes, 3.1 assistências, 2.1 bloqueios e 1.7 roubos de bola, números que o levaram a disputar seu primeiro NBA All-Star Game da carreira, aos 19 anos e 11 meses e um recorde de 40 vitórias e 42 derrotas na temporada regular, levando o Timberwolves a disputar os playoffs pela primeira vez na história. Porém, parou diante do Houston Rockets que possuia grandes astros como Clyde Drexler, Hakeem Olajuwon e Charles Barkley, trio que hoje está no Hall da Fama da NBA.
Depois da temporada 1996-97, Kevin Garnett assinou a sua extensão de contrato com o Minnesota Timberwolves por mais seis anos, recebendo aproximadamente 126 milhões de dólares durante os 60 meses. Garnett continuou surpreendendo, suas médias em 1998 foram de 18.5 pontos, 9.6 rebotes, 4.2 assistências, 1.8 bloqueios, e 1.7 roubos de bola, foi novamente para o NBA All-Star Game e levou o Timberwolves para um recorde de 45-37 na temporada regular. Mas novamente, foi eliminado na primeira rodada dos playoffs, desta vez para o Seattle SuperSonics do armador Gary Payton. Com o locaute na liga no ano de 1999, Garnett já era considerado um dos melhores alas-pivôs da NBA, suas médias eram de 20.8 pontos, 10.4 rebotes, 4.3 assistências e 1.8 bloqueios e nomeado para o terceiro melhor time da temporada. No termino da temporada, Garnett não tinha mais Marbury como companheiro, o jogador foi trocado com o New Jersey Nets, em troca receberam Terrell Brandon. O recorde da temporada regular foi de 25-25, mas foi derrotado logo de cara pelo San Antonio Spurs de Tim Duncan, MVP daquele ano. Na temporada seguinte, fez uma temporada acima da média e bastante notada, médias de 22.9 pontos, 11.8 rebotes, 5.0 assistências, 1.6 bloqueios e 1.5 roubos de bola, números que os levaram para o melhor time da NBA pela primeira vez. O recorde da temporada regular foi de 50 vitórias e 32 derrotas, e o Minnesota Timberwolves já era uma das grandes potências de sua conferência. Foram derrotados pelo Portland Trail Blazers em uma série de 3-1.

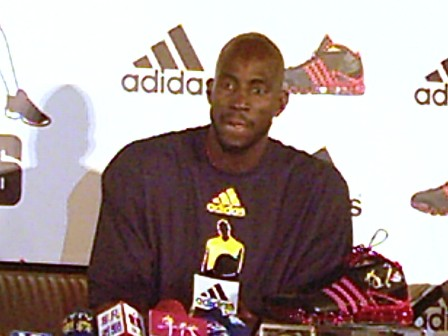
Garnett em coletiva com sua fornecedora esportiva, a Adidas.

No começo da década em 2001, Kevin Garnett fez 21.2 pontos, 12.1 rebotes, 5.2 assistências, 1.6 bloqueios e 1.2 roubos de bola, participando do segundo time da NBA. Novamente, classificou o Minnesota Timberwolves para os playoffs, e foi eliminado na primeira rodada para o Dallas Mavericks de Dirk Nowitzki e Steve Nash em uma série de 3-0, era o sexto ano seguido que o Timberwolves caia logo de cara. A temporada seguinte foi considerada por muitos torcedores e até por Garnett como uma das melhores de sua carreira, o jogador ficou em segundo lugar na lista de MVP com médias de 23.0 pontos, 13.1 rebotes, 6.0 assistências, 1.6 bloqueios e 1.4 roubos de bola. Mas a melhor temporada de sua carreira estava por vir, e não demoraria muito. Em 2003-04, Kevin Garnett anotou 24.2 pontos, 13.9 rebotes, 5.0 assistências, 2.2 bloqueios e 1.5 roubos de bola. Sua franquia chegou a melhor marca de todos os tempos, 58 vitórias e 24 derrotas na temporada regular e ele foi eleito pela NBA, o Most Valuable Player (MVP) da competição. Após as glórias, derrotou o Denver Nuggets em uma série de 4-1, quebrando um tabu de não passar da primeira fase dos playoffs. Logo em seguida, venceu o Sacramento Kings nas semi finais de conferência por 4-3. Diante do Los Angeles Lakers que tinha Kobe Bryant e Shaquille O'Neal, Garnett foi derrotado nas finais da conferência oeste por 4-2.
Na temporada seguinte, começou as frustrações. Kevin Garnett foi nomeado para o segundo melhor time da NBA, e o Minnesota Timberwolves falhou em não entrar para uma disputa de playoffs após oito anos consecutivos, mesmo com o recorde positivo de 44-38.  Em 2005-06, mais motivos para se incomodar. O grande parceiro de Garnett, Sam Cassell foi trocado e o Timberwolves alcançou a marca de 33-49 ficando de fora de mais uma temporada de playoffs. Nesse mesmo ano, Garnett foi nomeado para o terceiro time da liga. Em 2007, após as negociações, Kevin Garnett revelou estar insatisfeito com sua equipe, mostrando estar-se disponível para acertar-se com qualquer equipe do mercado. Rúmores o colocavam em equipes grandes com capacidade de buscar o título como Chicago Bulls, Los Angeles Lakers, Golden State Warriors, Indiana Pacers, Boston Celtics, Phoenix Suns, e Dallas Mavericks.

### Boston Celtics
Em 31 de julho de 2007, após meses de negociação, Kevin Garnett acertou contrato com o Boston Celtics, o maior campeão da NBA de todos os tempos, e que buscava se restruturar para buscar mais um anel de campeão, algo que não acontecia de 1986. Garnett foi para Boston em troca de Al Jefferson, Theo Ratliff, Ryan Gomes, Sebastian Telfair e Gerald Green, além de uma escolha do draft, se tornando assim, a maior troca já feita por um único jogador. Ele assinou contrato com o Celtics de um valor de três anos e um valor 60 milhões de dólares. Fã declarado do Boston Red Sox, clube da Major League Baseball, Garnett visitou o Fenway Park, lugar onde foi feito um cerimonial para comemorar sua contratação. Se juntou a Paul Pierce e Ray Allen, formando o 'big three' (Os três grandes), fazendo comparações com o trio de ferro do Boston Celtics nos anos 80 formados por Larry Bird, Kevin McHale e Robert Parish. Sua camisa para 2007-08 foi escolhida como a 5, depois de 12 anos jogando com a 21, número já aposentado pelo Boston Celtics, que pertencia ao ala Bill Sharman. Sua performance de grande estrela vinha logo cedo em um jogo contra o Washington Wizards pela temporada regular, Kevin Garnett anotou 22 pontos e pegou 20 rebotes, saindo aplaudido do TD Garden.

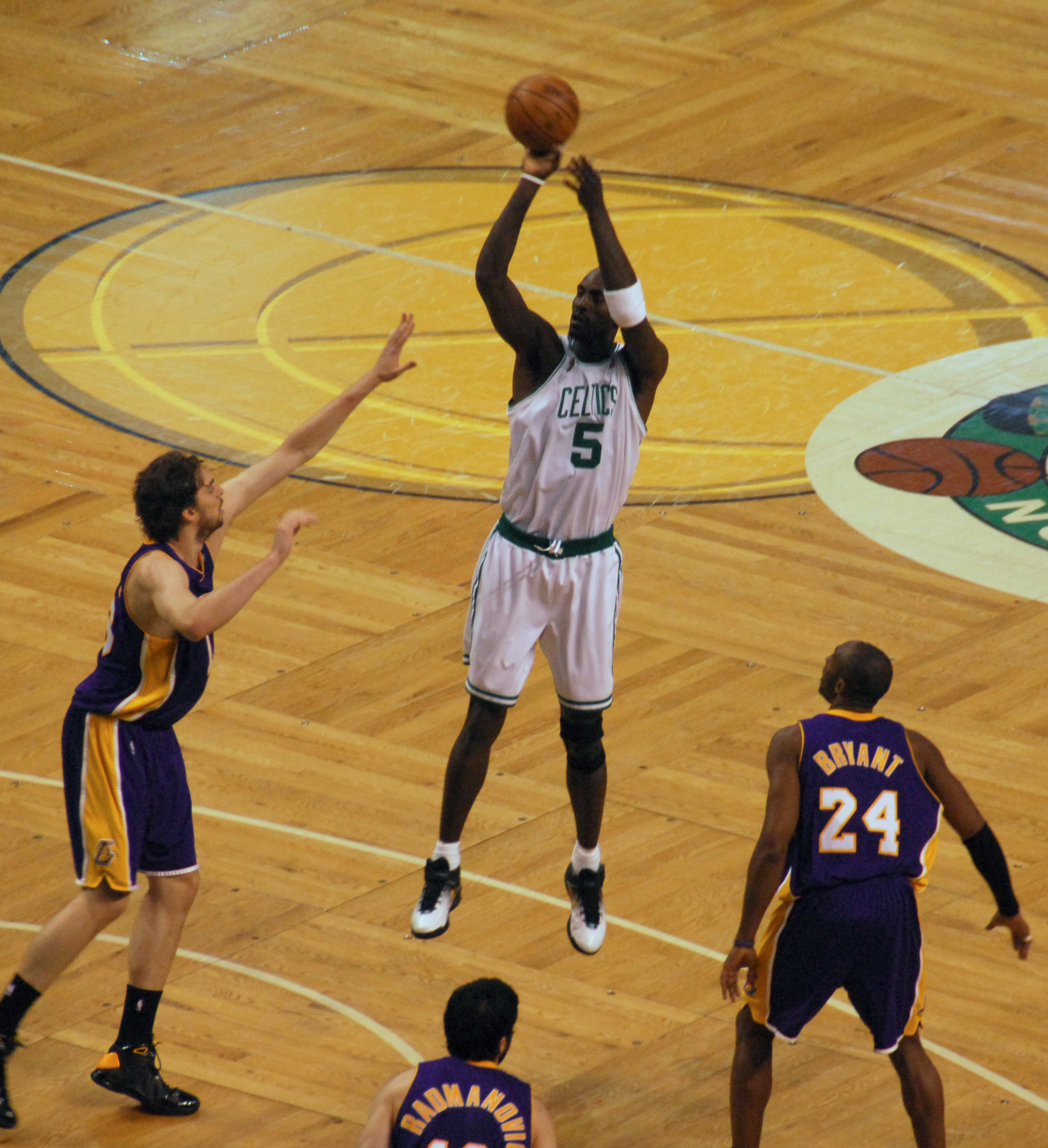
Garnett arremessando nas finais da NBA contra o Los Angeles Lakers.

No mês de fevereiro, Garnett foi escolhido como o ala-pivô para representar o lado leste do NBA All-Star Game 2008, recebendo aproximadamente 2 milhões e 300 mil votos, a sexta maior votação da história da competição em mais de 50 anos de história da NBA. No dia 8 de Março de 2008, em uma partida contra o Memphis Grizzlies, foi o trigésimo segundo jogador da história da NBA a chegar aos 20 mil pontos na carreira. Um mês mais tarde, em 22 de Abril, foi eleito o jogador defensivo do ano e terceiro colocado na votação para o MVP, perdendo apenas para o armador Chris Paul do New Orleans Hornets e Kobe Bryant do Los Angeles Lakers. Com um recorde de 66 vitórias e 16 derrotas, Kevin Garnett e o Boston Celtics venceram o Atlanta Hawks na primeira rodada dos playoffs por 4-3, logo em seguida, derrotou o Cleveland Cavaliers do astro LeBron James nas semi finais de conferência por 4-3. Na final da conferência leste, venceu o Detroit Pistons de Rasheed Wallace e Chauncey Billups por 4-2. E na final da NBA contra o Lakers, acabou derrotando Kobe Bryant e Pau Gasol por 4-2, ficando com o título no game 6 em um placar de 131x92. Com esse título, Garnett foi campeão da NBA pela primeira vez em 13 anos de carreira, além de tirar o Boston Celtics de um jejum de títulos que durava cerca de 22 anos. No dia 18 de junho, Garnett juntamente com Ray Allen fez participação especial no programa de David Letterman para comentar sobre a conquista.
Na temporada 2008-09, Kevin Garnett disputou apenas 57 jogos da temporada regular. Uma lesão o acabou tirando dos 25 jogos restantes e mais os playoffs inteiros. Suas médias foram de 15.8 pontos, 8.5 rebotes e 2.5 assistências por jogo. No dia 31 de Outubro de 2008, ele alcançou mais uma quebra de recorde, fazendo história na NBA, o de jogador mais novo a alcançar a marca de 1000 jogos na carreira aos 32 anos e 165 dias de idade. No dia 15 de fevereiro de 2009, foi chamado para o seu décimo quinto NBA All-Star Game após uma partida contra o Utah Jazz. Sua equipe não foi longe o bastante nos playoffs, com a sua ausência, o time de Paul Pierce acabou sendo derrotado para o Orlando Magic de Dwight Howard (vice campeão daquele ano em uma série de 4-3 nas semi finais da conferência leste. Em 2009, após o fim de mais uma temporada, o Celtics assinou com Rasheed Wallace, um jogador que viria para disputar posição com Garnett. Devido a várias lesões, não conseguiu repetir o bom rendimento de sempre, sua equipe teve 50 vitórias e 32 derrotas na temporada regular, conseguindo chegar a final da NBA de 2010 contra o mesmo oponente de 2008, o Los Angeles Lakers, e acabou ficando com o vice campeonato.
Derrota por 4-3 nas finais após passar por Miami Heat de Dwyane Wade, Cleveland Cavaliers de LeBron James e Orlando Magic de Dwight Howard. No ano seguinte, repetiu suas boas atuações e o belo jogo de defesa. Foi eleito para o primeiro melhor time defensivo da liga, escalado pela primeira vez depois de 15 anos como reserva para o NBA All-Star Game e eliminado nas semi finais da conferência leste para o Miami Heat de LeBron James, Dwyane Wade e Chris Bosh. Atualmente, Kevin Garnett é um dos jogadores mais  simpatizantes com a torcida do Boston Celtics, sendo um dos cotados para ter sua camisa aposentada (5 do Celtics e a 21 do Timberwolves).

### Retorno aos Wolves e Aposentadoria
Em 2015, Garnett retornou para o Minnesota Timberwolves. No ano seguinte, ele anunciou que estava se aposentando do basquete profissional, após 21 temporadas atuando na NBA.

## Vida Pessoal
Em julho de 2004, após o fim de sua temporada como MVP, casou-se com Brandi Padilla em uma cerimônia realizada na Califórnia. Por causa disso, decidiu não fazer parte da seleção americana que jogaria as Olimpíadas de Atenas, na Grécia, no mesmo ano. Kevin Garnett também é primo do ex-jogador do Los Angeles Lakers, Shammond Williams. Também é irmão de Louis McCullough, jogador de basquetebol da ABA. Seus apelidos mais comuns é KG, Big Ticket e The Franchise (O ultimo por ser o melhor jogador da história do Minnesota Timberwolves).

## Estatísticas na NBA
| † | Campeão da NBA           |
|   | Líder da Liga            |
|   | MVP da Temporada Regular |

### Temporada Regular
| Ano      | Equipe       | PJ   | PT   | MPJ  | AP   | 3P   | LL   | RT   | AS  | BR  | TO  | PPJ  |
| -------- | ------------ | ---- | ---- | ---- | ---- | ---- | ---- | ---- | --- | --- | --- | ---- |
| 1995-96  | Timberwolves | 80   | 43   | 28.7 | .491 | .286 | .705 | 6.3  | 1.8 | 1.1 | 1.6 | 10.4 |
| 1996-97  | Timberwolves | 77   | 77   | 38.9 | .499 | .286 | .754 | 8.0  | 3.1 | 1.4 | 2.1 | 17.0 |
| 1997-98  | Timberwolves | 82   | 82   | 39.3 | .491 | .188 | .738 | 9.6  | 4.2 | 1.7 | 1.8 | 18.5 |
| 1998-99  | Timberwolves | 47   | 47   | 37.9 | .460 | .286 | .704 | 10.4 | 4.3 | 1.7 | 1.8 | 20.8 |
| 1999-00  | Timberwolves | 81   | 81   | 40.0 | .497 | .370 | .765 | 11.8 | 5.0 | 1.5 | 1.6 | 22.9 |
| 2000-01  | Timberwolves | 81   | 81   | 39.5 | .477 | .288 | .764 | 11.4 | 5.0 | 1.4 | 1.8 | 22.0 |
| 2001-02  | Timberwolves | 81   | 81   | 39.2 | .470 | .319 | .801 | 12.1 | 5.2 | 1.2 | 1.6 | 21.2 |
| 2002-03  | Timberwolves | 82   | 82   | 40.5 | .502 | .282 | .751 | 13.4 | 6.0 | 1.4 | 1.6 | 23.0 |
| 2003-04  | Timberwolves | 82   | 82   | 39.4 | .499 | .256 | .791 | 13.9 | 5.0 | 1.5 | 2.2 | 24.2 |
| 2004-05  | Timberwolves | 82   | 82   | 38.1 | .502 | .240 | .811 | 13.5 | 5.7 | 1.5 | 1.4 | 22.2 |
| 2005-06  | Timberwolves | 76   | 76   | 38.9 | .526 | .267 | .810 | 12.7 | 4.1 | 1.4 | 1.4 | 21.8 |
| 2006-07  | Timberwolves | 76   | 76   | 39.4 | .476 | .214 | .835 | 12.8 | 4.1 | 1.2 | 1.7 | 22.4 |
| 2007-08  | Celtics†     | 71   | 71   | 32.8 | .539 | .000 | .801 | 9.2  | 3.4 | 1.4 | 1.3 | 18.8 |
| 2008-09  | Celtics      | 57   | 57   | 31.1 | .531 | .250 | .841 | 8.5  | 2.5 | 1.1 | 1.2 | 15.8 |
| 2009-10  | Celtics      | 69   | 69   | 29.9 | .521 | .200 | .837 | 7.3  | 2.7 | 1.0 | 0.8 | 14.3 |
| 2010-11  | Celtics      | 71   | 71   | 31.3 | .528 | .200 | .862 | 8.9  | 2.4 | 1.3 | 0.8 | 14.9 |
| 2011-12  | Celtics      | 60   | 60   | 31.1 | .503 | .333 | .857 | 8.2  | 2.9 | 0.9 | 1.0 | 15.8 |
| 2012-13  | Celtics      | 68   | 68   | 29.7 | .496 | .125 | .786 | 7.8  | 2.3 | 1.1 | 0.9 | 14.8 |
| 2013-14  | Nets         | 54   | 54   | 20.5 | .441 | .000 | .809 | 6.6  | 1.5 | 0.8 | 0.7 | 6.5  |
| 2014-15  | Nets         | 42   | 42   | 20.3 | .455 | .167 | .829 | 6.8  | 1.6 | 1.0 | 0.3 | 6.8  |
| 2014-15  | Timberwolves | 5    | 5    | 19.6 | .581 | .000 | .500 | 5.2  | 1.6 | 1.0 | 0.8 | 7.6  |
| 2015-16  | Timberwolves | 38   | 38   | 14.6 | .470 | .000 | .667 | 3.9  | 1.6 | 0.7 | 0.3 | 3.2  |
| Carreira | Carreira     | 1462 | 1425 | 34.5 | .497 | .275 | .789 | 10.0 | 3.7 | 1.3 | 1.4 | 17.8 |
| All-Star | All-Star     | 14   | 11   | 20.5 | .511 | .000 | .875 | 6.3  | 2.9 | 1.1 | 0.8 | 11.3 |

### Playoffs
| Ano      | Equipe       | PJ  | PT  | MPJ  | AP   | 3P    | LL    | RT   | AS  | BR  | TO  | PPJ  |
| -------- | ------------ | --- | --- | ---- | ---- | ----- | ----- | ---- | --- | --- | --- | ---- |
| 1997     | Timberwolves | 3   | 3   | 41.7 | .471 | 1.000 | 1.000 | 9.3  | 3.7 | 1.3 | 1.0 | 17.3 |
| 1998     | Timberwolves | 5   | 5   | 38.8 | .480 | .000  | .778  | 9.6  | 4.0 | 0.8 | 2.4 | 15.8 |
| 1999     | Timberwolves | 4   | 4   | 42.5 | .443 | .000  | .739  | 12.0 | 3.8 | 1.8 | 2.0 | 21.8 |
| 2000     | Timberwolves | 4   | 4   | 42.8 | .385 | .667  | .813  | 10.8 | 8.8 | 1.3 | 0.8 | 18.8 |
| 2001     | Timberwolves | 4   | 4   | 41.3 | .466 | .000  | .833  | 12.0 | 4.3 | 1.0 | 1.5 | 21.0 |
| 2002     | Timberwolves | 3   | 3   | 43.3 | .429 | .500  | .719  | 18.7 | 5.0 | 1.7 | 1.7 | 24.0 |
| 2003     | Timberwolves | 6   | 6   | 44.2 | .514 | .333  | .607  | 15.7 | 5.2 | 1.7 | 1.7 | 27.0 |
| 2004     | Timberwolves | 18  | 18  | 43.5 | .452 | .313  | .776  | 14.6 | 5.1 | 1.3 | 2.3 | 24.3 |
| 2008     | Celtics†     | 26  | 26  | 38.0 | .495 | .250  | .810  | 10.5 | 3.3 | 1.3 | 1.1 | 20.4 |
| 2010     | Celtics      | 23  | 23  | 33.3 | .495 | .000  | .839  | 7.4  | 2.5 | 1.1 | 0.9 | 15.0 |
| 2011     | Celtics      | 9   | 9   | 36.4 | .441 | .000  | .759  | 10.9 | 2.6 | 1.9 | 1.0 | 14.9 |
| 2012     | Celtics      | 20  | 20  | 36.9 | .497 | .250  | .813  | 10.3 | 1.5 | 1.2 | 1.5 | 19.2 |
| 2013     | Celtics      | 6   | 6   | 35.3 | .500 | .000  | .941  | 13.7 | 3.5 | 0.8 | 1.0 | 12.7 |
| 2014     | Nets         | 12  | 12  | 20.8 | .524 | .000  | .739  | 6.3  | 1.3 | 0.8 | 0.4 | 6.9  |
| Carreira | Carreira     | 143 | 143 | 36.9 | .478 | .273  | .789  | 10.7 | 3.3 | 1.2 | 1.3 | 18.2 |

## Prêmios e Homenagens
- Membro do Naismith Basketball Hall of Fame: Classe de 2020
- Campeão da NBA: 2007-08
- NBA Most Valuable Player (MVP): 2003-04
- NBA Defensive Player of the Year: 2007-08
- NBA Citizenship Award: 2005-06
- NBA All-Star Game MVP: 2002-03
- 15 vezes NBA All-Star Game: 1996-97, 1997-98, 1999-00, 2000-01, 2001-02, 2002-03, 2003-04, 2004-05, 2005-06, 2006-07, 2007-08, 2008-09, 2009-10, 2010-11 e 2012-13
- 9 vezes All-NBA Team:
  - Primeiro Time: 1999-00, 2002-03, 2003-04 e 2007-08
  - Segundo Time: 2000-01, 2001-02 e 2004-05
  - Terceiro Time: 1997-98 e 2006-07
- 12 vezes NBA All-Defensive Team:
  - Primeiro Time: 1999-00, 2000-01, 2001-02, 2002-03, 2003-04, 2004-05, 2007-08, 2008-09 e 2010-11
  - Segundo Time: 2005-06, 2006-07 e 2011-12
- NBA All-Rookie Team:
  - Segundo Time: 1995-96
- Seleção dos Estados Unidos:
  - Jogos Olímpicos:
    -  Medalha de Ouro 2000

  - FIBA Americas Championship:
    -  Medalha de Ouro 1999
- ESPY de Melhor Jogador da NBA: 2004
- Único Jogador da NBA a:
  - Manter uma sequência de 20 pontos, 10 rebotes e 5 assistências por jogo durante 6 temporadas consecutivas. (1999-2005)
  - Manter uma sequência de 20 pontos, 10 rebotes e 4 assistências por jogo durante 9 temporadas consecutivas. (1998-2007)
  - Alcançar a marca de 26.000 pontos, 14.500 rebotes, 5.000 assistências, 1.800 roubadas de bola e 2.000 bloqueios em sua carreira como jogador.
- Recordista do Minnesota Timberwolves como o jogador a marcar mais pontos em um jogo, com 47 pontos contra o Phoenix Suns em 4 de Janeiro de 1995.
- Recordista do Minnesota Timberwolves como o jogador com mais pontos, 19.201; rebotes, 10.718; assistências, 4.216; roubadas de bola, 1.315 e bloqueios, 1.590. Mantém também o recorde como o jogador que mais atuou, 970 partidas.